# Trichobranchidae
Trichobranchidae (лат.) — семейство кольчатых червей отряда Terebellida из подкласса Sedentaria класса многощетинковых.

## Описание
Небольшие многощетинковые черви, от нескольких миллиметров до 100 мм в длину. Трихобранхиды обычно имеют относительно короткое, компактное тело с расширенной щупальцевой мембраной и многочисленными буккальными щупальцами двух типов. Бранхии варьируют от простых нитей до розеток и одного стебелька с двумя-пятью пластинчатыми лопастями. Для Trichobranchidae характерно срастание простомиума с перистомиумом вдоль переднего края простомиума. Перистомиум образует вытянутые губы; верхняя губа может быть расширена, образуя боковые доли, а нижняя губа может быть сильно расширена, образуя гребневидный, конический обратный хоботок, который может быть полностью втянут.
Встречаются в морских глубинах. Один из видов, Terebellides stroemi, по сообщениям, обитает в разных уголках мира и, по-видимому, почти повсеместно является важным представителем среды с мягким дном. Представители семейства, по-видимому, наиболее распространены в холодноводных мягких донных слоях и, возможно, лучше всего представлены на больших глубинах.

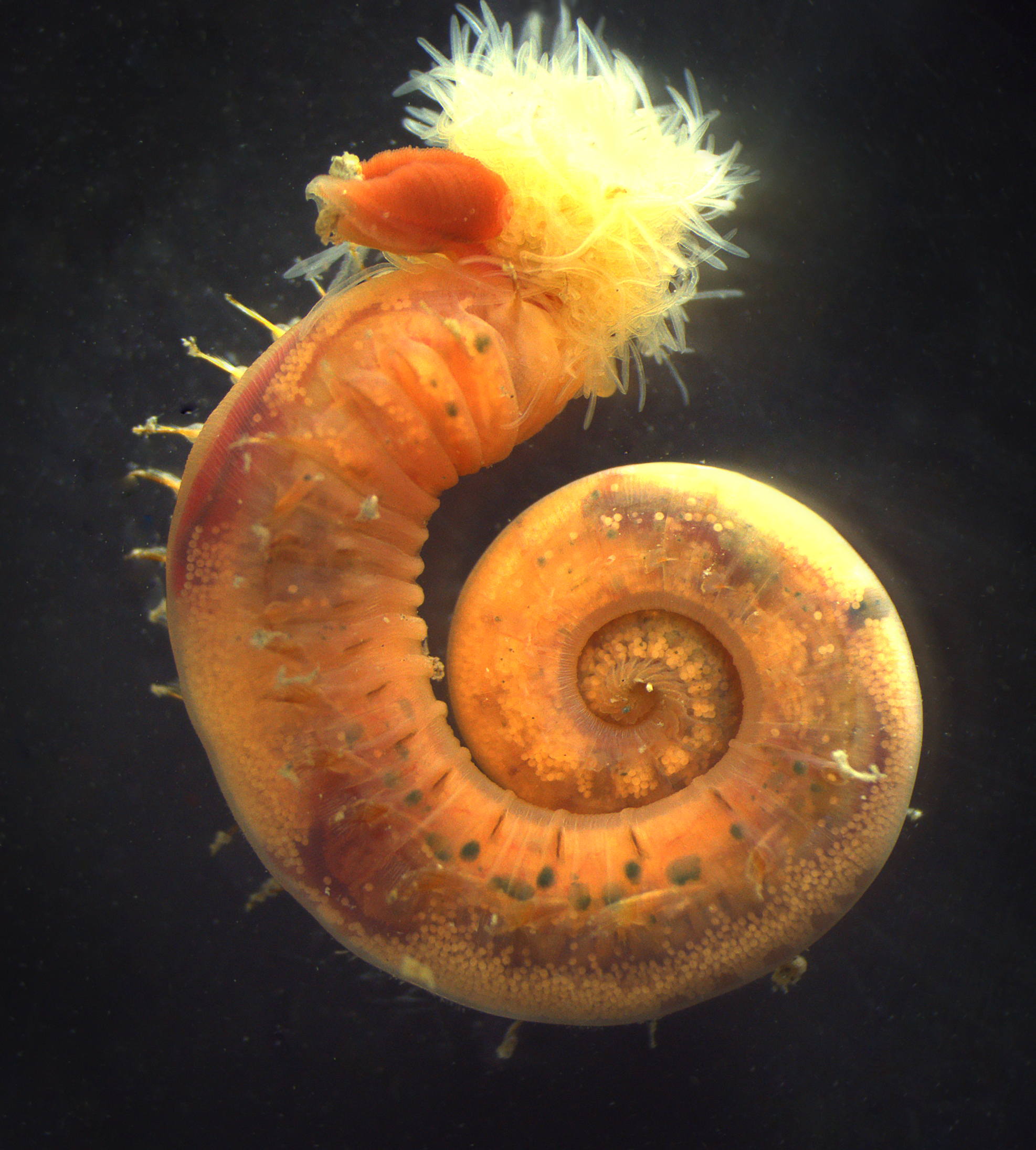
Terebellides stroemii
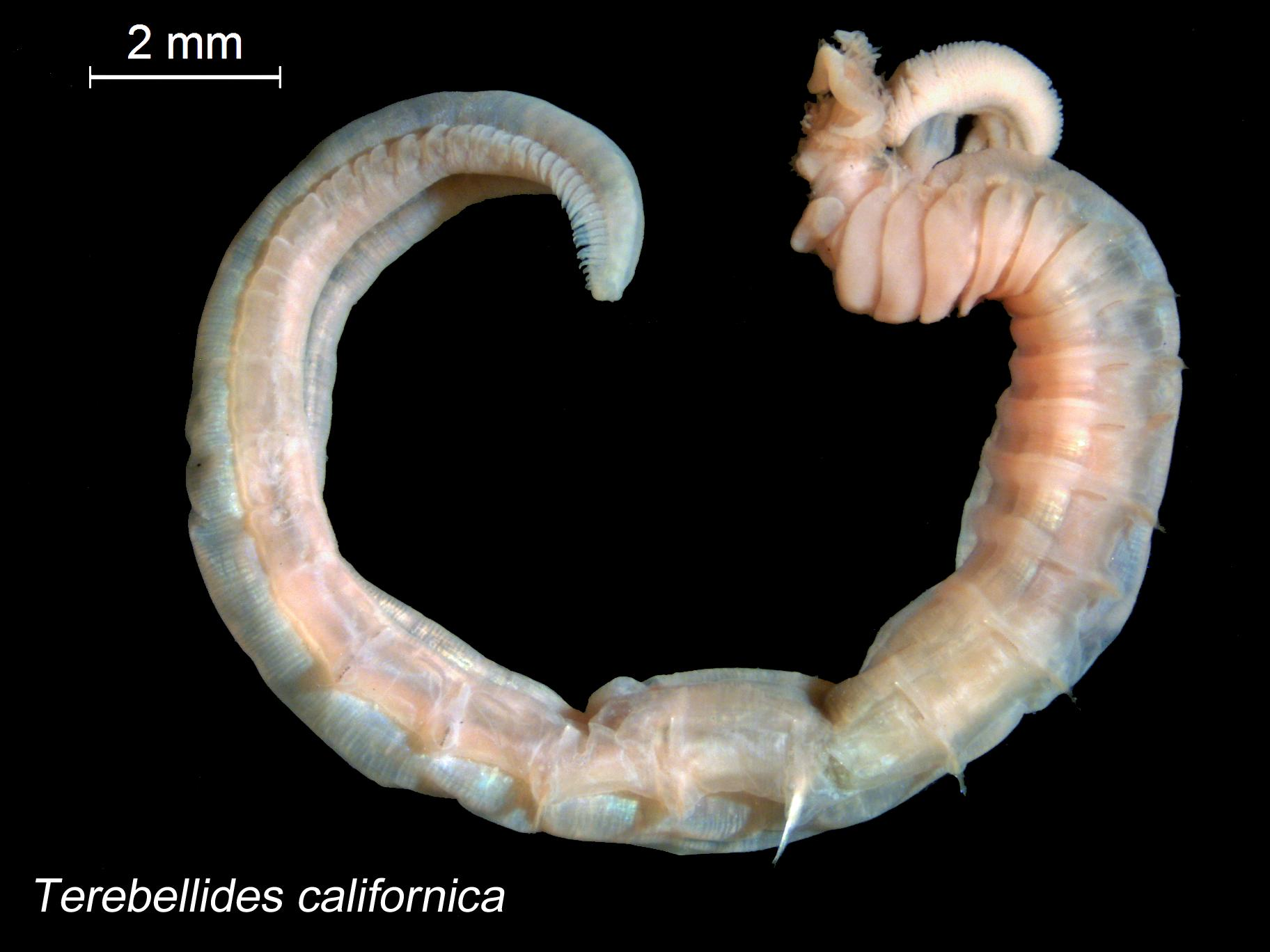
Terebellides californica
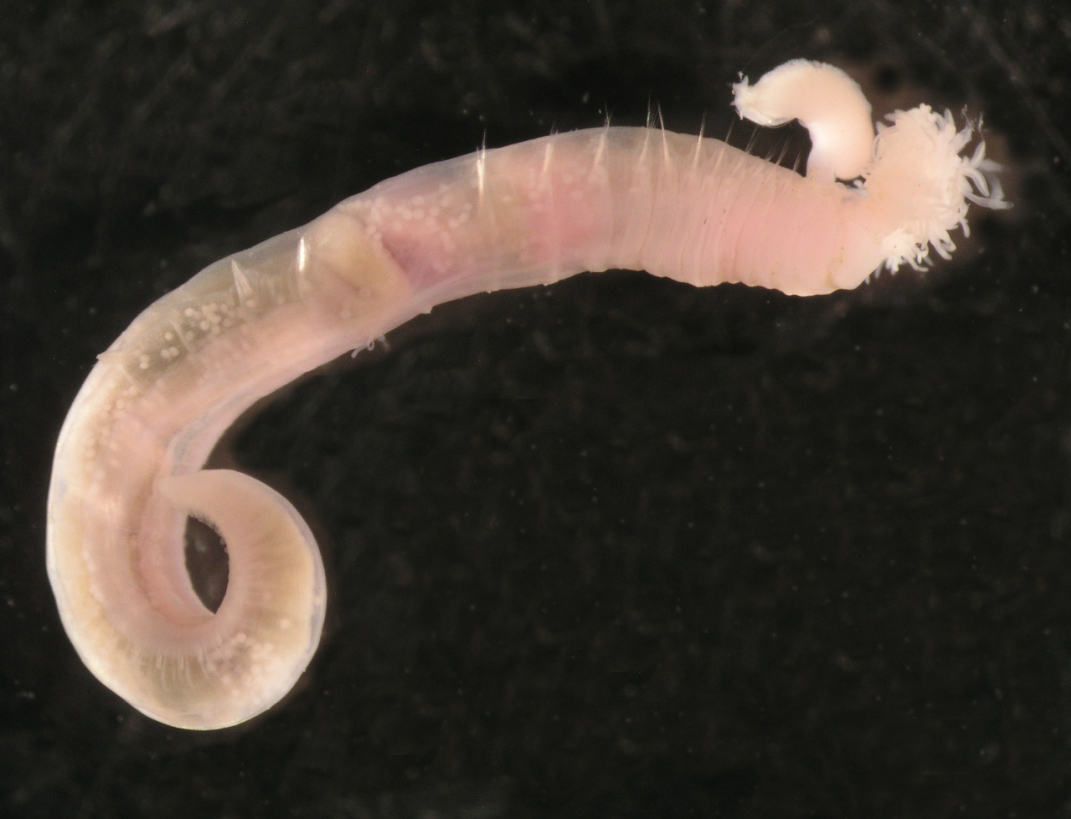
Terebellides hutchingsae
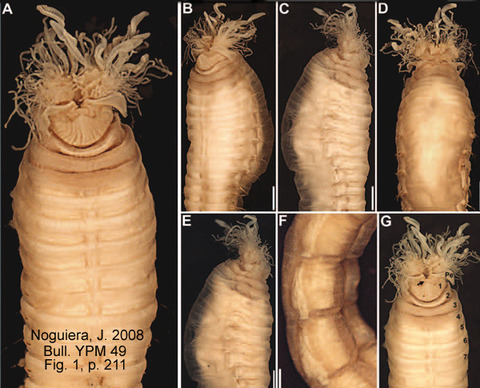
Trichobranchus drewi

## Систематика
Известно 3 рода и более 100 видов. Семейство Trichobranchidae было впервые образовано в 1866 году, ранее рассматривалось как подсемейство в составе семейства Terebellidae.
- Octobranchus Marion & Bobretzky, 1875[8]
- Terebellides Sars, 1835[9][10][11][12][13][14]
  - Ampharetides Ehlers, 1913
  - Aponobranchus Gravier, 1905
  - Canephorus Grube, 1846
  - Corephorus Grube, 1846 (Canephorus)
  - Unobranchus Hartman, 1965
- Trichobranchus Malmgren, 1866[1]